# Reazione di attacco o fuga

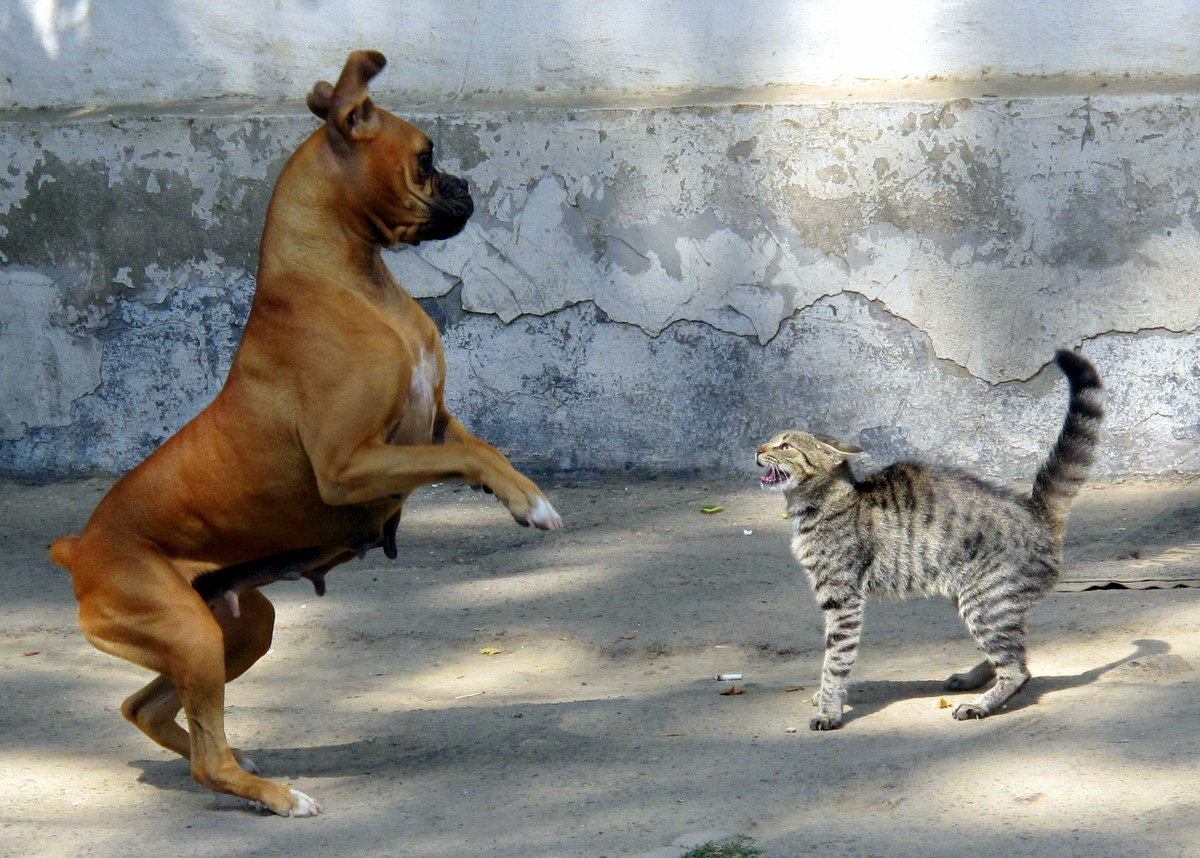
Attacco o fuga?

La reazione di attacco o fuga (detta anche hyperarousal, ipereccitazione o reazione acuta da stress, fight or flight) è una reazione neurologica che si manifesta in risposta a un evento percepito come pericoloso per la propria incolumità o dei propri cari.
Fu descritta per la prima volta dal fisiologo statunitense Walter Bradford Cannon. La sua teoria afferma che gli animali reagiscono alle minacce con una scarica generale del sistema nervoso simpatico che prepara l'animale a combattere o a fuggire. Più specificamente, la midollare del surrene produce una cascata ormonale che determina la secrezione di catecolamine, specialmente noradrenalina e adrenalina. Anche gli ormoni estrogeno, testosterone, e cortisolo, assieme ai neurotrasmettitori dopamina e serotonina influenzano il modo in cui gli organismi reagiscono allo stress.
Questa reazione è riconosciuta come il primo stadio della sindrome generale di adattamento che regola le reazioni allo stress nei vertebrati e in altri organismi.
La psicologa statunitense Shelley Taylor ha ipotizzato anche una connotazione di genere, nel senso che la reazione di attacco o fuga sarebbe una reazione tipicamente maschile, mentre la risposta allo stress prevalentemente femminile sarebbe la tend and befriend (traducibile con "curare e fare amicizia"). Questa impostazione ha tuttavia suscitato notevoli critiche, soprattutto in quanto promuoverebbe il "determinismo di genere".

## Varietà di reazioni

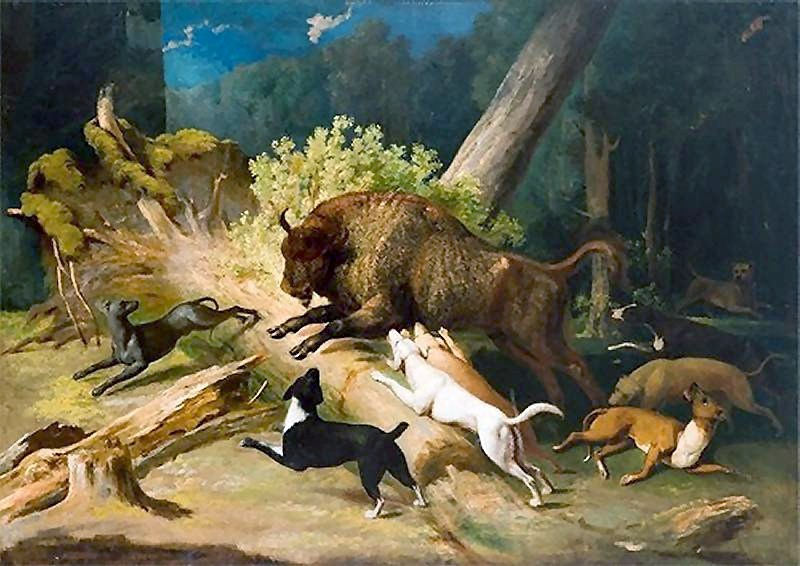
Cani alla caccia del bisonte

Gli animali reagiscono alle minacce in molti modi complessi. I ratti, ad esempio, tentano la fuga se minacciati, però quando non hanno via d'uscita combattono. Alcuni animali restano perfettamente immobili in modo tale che i predatori non li vedano. Molti animali si "congelano" o fingono di essere morti quando li si tocca, nella speranza che il predatore li ignori.
Altri animali hanno metodi alternativi di autoprotezione. Alcune specie di animali a sangue caldo cambiano colore rapidamente, per mimetizzarsi. Queste reazioni sono innescate dal sistema nervoso simpatico, ma, per adeguarsi al modello attacco o fuga, l'idea di "fuga" dev'essere ampliata sino ad abbracciare l'evitamento della cattura sul piano fisico o su quello sensoriale (ossia: spostarsi o rendersi invisibili sono due soluzioni di "fuga" parimenti conformi alla teoria in esame). Pertanto, fuggire può significare abbandonare uno spazio per un altro, o semplicemente "sparire" senza allontanarsi. E spesso fuga e lotta si integrano in una data situazione. 
Le azioni di attacco o fuga hanno anche una polarità: l'individuo può combattere o fuggire contro qualcosa di minaccioso, come un leone affamato, oppure combattere o fuggire rispetto a qualcosa di necessitato, come guadagnare la salvezza sulla riva da un fiume impetuoso. 
La minaccia rappresentata da un altro animale non sempre sfocia immediatamente nella condizione attacco o fuga. Ci può essere un periodo di allerta elevata, in cui ciascun animale interpreta i segnali comportamentali che riceve dall'altro. Segnali come pallore, piloerezione, immobilità, suoni, e linguaggio corporeo comunicano lo status e le intenzioni di ogni animale. Ci può essere una sorta di negoziazione, eventualmente seguita dalla reazione di attacco o fuga, ma può anche dar luogo a gioco, accoppiamento, o proprio a nulla. Un esempio (ritualizzato e "in tono minore") ci viene dai gattini che giocano: ogni cucciolo esibisce i segni di eccitazione simpatica, ma nessuno si fa male realmente.

## Fisiologia

### Sistema nervoso autonomo
Il sistema nervoso autonomo è un sistema di controllo che agisce in modo ampiamente inconscio e regola frequenza cardiaca, digestione, frequenza respiratoria, reazione pupillare, minzione, ed eccitazione sessuale. Questo sistema è il principale meccanismo che controlla la reazione di attacco o fuga ed il suo ruolo è mediato da due distinti componenti: il sistema nervoso simpatico e il sistema nervoso parasimpatico.
Il sistema nervoso simpatico ha origine nel midollo spinale ed ha la funzione principale di attivare i mutamenti fisiologici che avvengono nella reazione di attacco o fuga. Questa componente del sistema nervoso autonomo utilizza e attiva il rilascio di noradrenalina nella reazione.
Il sistema nervoso parasimpatico ha origine nel midollo spinale sacrale e nel bulbo, che circondano fisicamente l'origine simpatica, ed agisce di concerto con il sistema nervoso simpatico. La sua funzione principale è attivare la reazione "riposa e digerisci" e riportare il corpo all'omeostasi dopo la reazione di attacco o fuga. Questo sistema utilizza e attiva il rilascio del neurotrasmettitore acetilcolina.

### Reazione

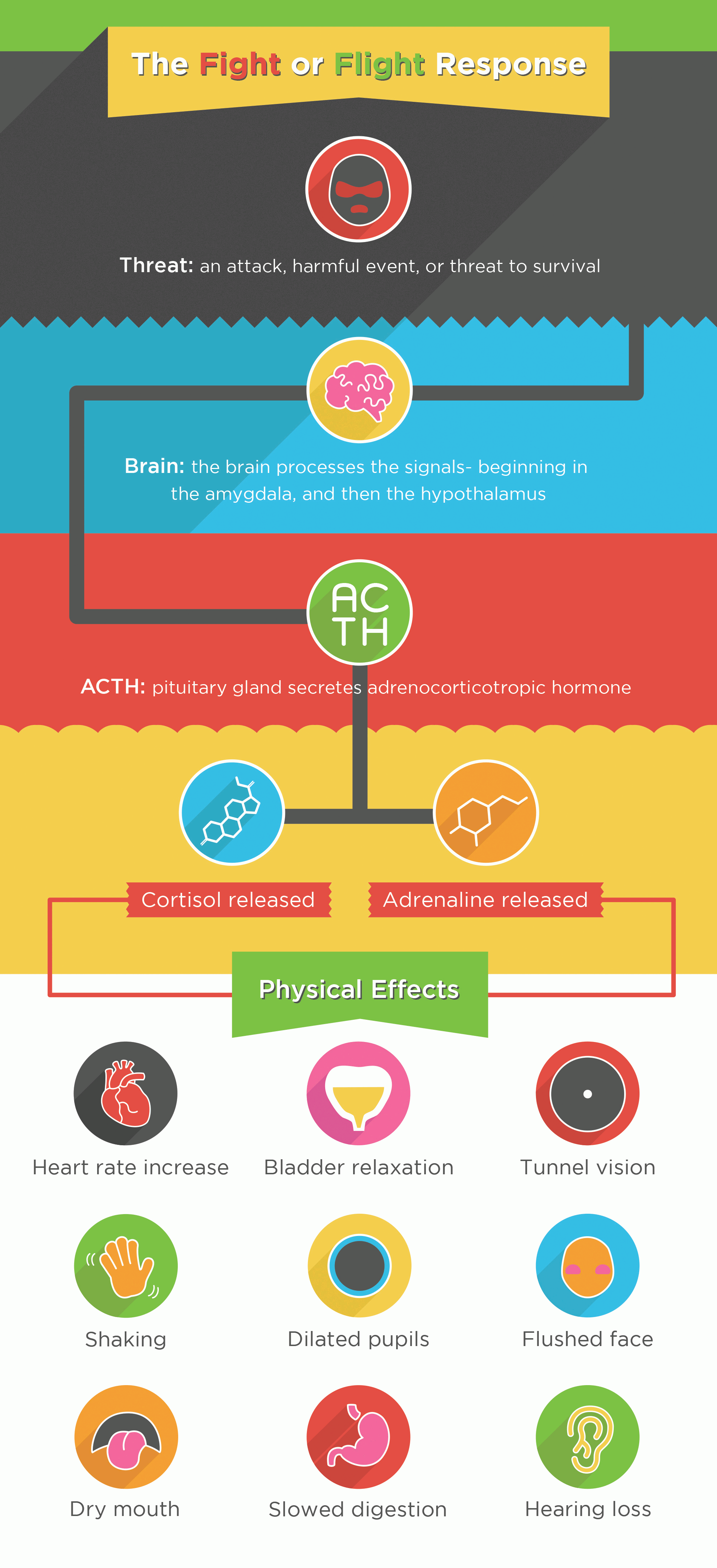
La reazione di attacco o fuga

La reazione inizia involontariamente nell'amigdala, che innesca una risposta neurale nell'ipotalamo. La reazione iniziale è seguita dall'attivazione della ghiandola pituitaria e dalla secrezione dell'ormone ACTH. Il surrene si attiva quasi contemporaneamente, attraverso il sistema nervoso simpatico, e rilascia l'ormone adrenalina. Il rilascio di messaggeri chimici provoca la produzione dell'ormone cortisolo, che aumenta la pressione del sangue, la glicemia, e sopprime il sistema immunitario. La risposta iniziale e le reazioni successive vengono suscitate nello sforzo di creare un picco di energia. Questo picco di energia è attivato dall'adrenalina collegata agli epatociti e la conseguente produzione di glucosio. Inoltre, la circolazione di cortisolo determina la conversione degli acidi grassi in energia disponibile, che prepara i muscoli di tutto il corpo alla reazione.
Gli ormoni catecolamine, come l'adrenalina o la noradrenalina, facilitano le reazioni fisiche immediate associate ad un'azione muscolare violenta e:
- Accelerazione dell'azione di cuore e polmoni
- Pallore o rossore, o la loro alternanza
- Inibizione dell'azione di stomaco e intestino tenue al punto che la digestione rallenta o cessa
- Effetto generale sugli sfinteri del corpo
- Costrizione dei vasi sanguigni in molte parti del corpo
- Liberazione di fonti di energia metabolica (in particolare grasso e glicogeno) per l'azione muscolare
- Dilatazione dei vasi sanguigni per i muscoli
- Inibizione della ghiandola lacrimale (preposta alla produzione di lacrime) e della salivazione
- Dilatazione della pupilla (midriasi)
- Rilassamento della vescica
- Esclusione uditiva (sordità)
- Visione a tunnel (perdita di visione periferica)
- Disinibizione dei riflessi spinali
- Tremore.

Un tipico esempio di reazione allo stress è una zebra al pascolo: se la zebra vede un leone che si avvicina per cacciare, si attiva la reazione allo stress come mezzo per sfuggire al predatore. La fuga ha bisogno di intenso sforzo muscolare, appoggiato da tutti i sistemi del corpo; l'attivazione del sistema nervoso simpatico raramente soddisfa queste esigenze. 
Un esempio simile, che però comporta il combattimento, è un gatto che sta per essere attaccato da un cane: il gatto mostra battito cardiaco accelerato, piloerezione e dilatazione della pupilla, tutti segni di eccitazione simpatica.
Si noti che la zebra e il gatto conservano comunque l'omeostasi in tutti gli stati.

### Significato dei mutamenti fisiologici
I mutamenti fisiologici che avvengono durante la reazione di attacco o fuga sono attivati per dare al corpo maggior vigore e velocità, anticipando la necessità di combattere o di correre.
Tra gli specifici mutamenti fisiologici e rispettive funzioni ricordiamo:
- Aumentato flusso sanguigno ai muscoli attivato con la deviazione del flusso sanguigno degli organi non necessari al combattimento (stomaco, intestino, ...).
- Aumento di pressione sanguigna, frequenza cardiaca, glicemia, e grassi per offrire al corpo un'energia aggiuntiva.
- Il processo di coagulazione del corpo accelera per prevenire eccessivi sanguinamenti nel caso di eventuali ferite sofferte durante la reazione.
- Aumentato tono muscolare per fornire al corpo ulteriori velocità e forza.
- Midriasi affinché il nostro occhio assorba più luce possibile per avere maggiori informazioni spaziali sul nemico.
- Svuotamento di vescica e intestini, nel caso di accertata situazione di flight per rendere il corpo più leggero e quindi la corsa più rapida.
- Acuimento della velocità di ragionamento, il cervello è iperattivo poiché ogni istante può significare vita o morte.
- Analgesia da stress, il cervello riduce enormemente al corpo la capacità di provare il dolore, sempre con lo scopo di uscire vincitore da uno scontro o non fermarsi per una ferita.

L'importanza del modello descritto da Cannon sta nel fatto che esso identifica con precisione le reazioni psicofisiologiche che intervengono nel caso l'individuo sia posto di fronte a un pericolo, e nel fatto che esso specifica che la reazione corporea è la stessa sia nel caso di attacco che di fuga. Una volta elicitata la reazione di attacco o fuga l'individuo è tuttavia posto di fronte alla scelta se attaccare o fuggire, decisione che spesso deve essere presa in tempi estremamente rapidi. Sebbene sia noto agli etologi che questa decisione sia influenzata nei mammiferi da diversi fattori esterni (come la presenza di cuccioli o la prossimità di un riparo sicuro) e interni (come la fame), i meccanismi neuronali che presiedono alla decisione se attaccare o fuggire non sono noti.
Uno studio del 2018 tuttavia suggerisce l'esistenza, nella Drosophila melanogaster, di un circuito neuronale (per la verità, un singolo neurone) specifico, in grado di discriminare tra la fuga e un'altra strategia nota come congelamento (freezing), nella quale l'animale si immobilizza sperando che il predatore non si accorga di lui. Nello specifico, il comportamento difensivo adottato dipende dalla velocità di movimento dell'animale stesso: esso adotta preferibilmente la fuga se la sua velocità di volo è elevata al momento della percezione del pericolo, mentre sceglie il congelamento se la sua velocità è bassa.
Una spiegazione di psicologia evoluzionistica ipotizza che gli animali devono reagire agli stimoli minacciosi rapidamente e non hanno il tempo di prepararsi psicologicamente e fisicamente. La reazione di attacco o fuga mette a loro disposizione i meccanismi per reagire con celerità a ciò che minaccia la loro sopravvivenza.

## Componenti emotive

### Regolazione emotiva
Nel contesto della reazione di attacco o fuga, si usa proattivamente la regolazione emotiva per evitare minacce di stress o per controllare il livello di eccitazione emotiva.

### Reattività emotiva
Durante la reazione, l'intensità di emozione che è indotta dallo stimolo determinerà anche la natura e l'intensità della risposta comportamentale. Gli individui con più alti livelli di reattività emotiva possono essere inclini ad ansia e aggressione, il che dimostra le implicazioni di una reazione emotiva appropriata nella reazione di attacco o fuga.

## Componenti cognitive

### Specificità di contenuto
Le componenti specifiche nella reazione di attacco o fuga appaiono essere ampiamente negative. Queste cognizioni negative possono essere caratterizzate da: attenzione agli stimoli negativi, la percezione di situazioni ambigue come negative, e la ricorrenza nel ricordare parole negative. Ci possono essere anche specifici pensieri negativi associati alle emozioni viste comunemente nella reazione.

### Percezione di controllo
Il controllo percepito si riferisce ai pensieri di un individuo circa il controllo su situazioni ed eventi. Il controllo percepito può differire dal controllo effettivo poiché i convincimenti di un individuo sulle proprie capacità possono non corrispondere alle sue vere capacità. Di conseguenza, sovrastima o sottostima del controllo percepito possono portare ad ansia ed aggressione.

### Trattamento delle informazioni sociali
Il modello di trattamento delle informazioni sociali propone vari fattori che determinano il comportamento nel contesto delle situazioni sociali e dei pensieri preesistenti. L'attribuzione di ostilità, specie in situazioni ambigue, sembra essere uno dei più importanti fattori cognitivi associati alla reazione di attacco o fuga a causa delle sue implicazioni nei confronti dell'aggressione.